# Burton Cummings (musikalbum)
Burton Cummings är det första soloalbumet av Burton Cummings som tidigare var med i gruppen The Guess Who utgivet 1976. Albumet har en tydlig Pop / Rock och Balladkaraktär.

## Låtlista
1. I'm Scared - 4:09 (Burton Cummings)
2. Your Back Yard - 3:21 (Burton Cummings)
3. Nothing Rhymed - 2:37 (Gilbert O'Sullivan)
4. That's Enough - 3:11 (Ray Charles)
5. Is It Really Right ? - 4:58 (Burton Cummings)
6. Stand Tall - 4:33 (Burton Cummings)
7. Niki Hoeky - 2:36 (Jim Ford / Lolly Vegas / Pat Vegas)
8. Sugartime Flashback Joys - 3:26 (Burton Cummings)
9. Burch Magic - 3:54 (Burton Cummings)
10. You Ain't Seen Nothing Yet - 3:52 (Randy Bachman)
11. Blossom - 2:44 (Burton Cummings) - Detta Bonusspår är en demoversion och är endast utgiven på CD-versionen av albumet.
12. I'm Scared - 4:09 (Burton Cummings) - Detta Bonusspår är en demoversion och är endast utgiven på CD-versionen av albumet.

## Medverkande
- Burton Cummings – Sång, Grand Piano, Harpsichord, Clavinet, Moog, Melltron, Arp String Synthesizer
- Grand Piano, Hammondorgel, Moog - Jimmy Phillips
- Elektrisk Gitarr - Randy Strom
- Akustisk Gitarr - Randy Strom / Auburn Burrell / Greg Poreè
- Trummor - Jim Keltner / Jim Gordon
- Percussion - Bobby Hall
- Basgitarr - Ian Gardiner
- Saxofones - Jim Horn / Ernie Freeman
- Bakgrundssång - Clydie King, Winetta Fields, Shirley Matthewa, Maxine Willard, Julia Tillman
- Bakgrundssång Och Orkester Arrangemang Av Paul Buckmaster
- Producent Richard Perry